# Cudlee Creek
Cudlee Creek är en ort i Australien. Den ligger i kommunen Adelaide Hills och delstaten South Australia, omkring 23 kilometer nordost om delstatshuvudstaden Adelaide. Antalet invånare är 764.
Runt Cudlee Creek är det glesbefolkat, med 17 invånare per kvadratkilometer..
I omgivningarna runt Cudlee Creek växer i huvudsak blandskog. Genomsnittlig årsnederbörd är 593 millimeter. Den regnigaste månaden är juli, med i genomsnitt 95 mm nederbörd, och den torraste är december, med 13 mm nederbörd.